# Herbignac
Herbignac település Franciaországban, Loire-Atlantique megyében. Lakosainak száma 7178 fő (2022. január 1.). Herbignac Férel, Camoël, Nivillac, La Roche-Bernard, Assérac, La Chapelle-des-Marais, Guérande, Missillac, Saint-Joachim, Saint-Lyphard és Saint-Molf községekkel határos.

## Népesség
A település népességének változása:
| Lakosok száma | 3078 | 3778 | 4175 | 5117 | 6307 | 6582 | 6822 | 7046 | 7088 | 7178 |
|               | 1968 | 1982 | 1990 | 2006 | 2013 | 2015 | 2017 | 2019 | 2020 | 2022 |